# آرژنینو سوکسینیک اسیدوری
آرژنینو سوکسینیک اسیدوری Argininosuccinic aciduria که تحت عنوان آرژنینو سوکسینیک اسیدمی نیز خوانده می‌شود، نوعی اختلال ارثی است که باعث تجمع اسید آرژینینو سوکسینیک در خون و ادرار می‌شود.

## علائم بالینی
- زمان تولد: طبیعی.
- دوره نوزادی: چند روز پس از تولد، نوزاد دچار بی اشتهایی، استفراغ و خواب آلودگی می‌شود که سریعاً به سمت اغمای عمیق پیشرفته و سپس دچار آپنه و مرگ می‌شود. تشنج، افزایش یا کاهش تونوس عضلانی که نهایتاً به شل شدن نوزاد و عدم پاسخ به تحریکات می‌انجامد نیز روی می‌دهد. کاهش درجه حرارت، افزایش تعداد تنفس، آلکالوز تنفسی، برجستگی ملاج در اثر ورم مغزی، خونریزی مغزی و خونریزی ریوی کشنده هم مشاهده می‌گردد.
- دوره شیرخوارگی یا کودکی: عقب ماندگی ذهنی، تشنج، استفراغهای دوره‌ای یا سردرد راجعه، خواب آلودگی، ترمور، عدم تعادل ناشی از اسپاستیسیتی، آلوپسی یا موهای کوتاه و پراکنده یا ریزش موی وسیع، موهای خشک و شکننده، بزرگی کبد، اختلال رشد و گاهی افزایش زمان پروترومبین و زمان نسبی ترومبوپلاستین با خونریزی طولانی در محل تزریق وریدی ممکن است رخ دهد.

## نقص آنزیمی
نقص در آنزیم آرژنینو سوکسینات لیاز (آرژنینو سوکسیناز).

## توارث ژنتیکی
اتوزوم مغلوب.

## میزان بروز
یک مورد درهر ۷۰ هزار تولد زنده.

## روش تشخیص
- اسیدهای آمینه پلاسما: سیترولین، آلانین و گلوتامین بالا، آرژنین پائین.
- ادرار: اسید اوروتیک بالا.
- اسیدهای آمینه ادرار: بالا بودن شدید اسید آرژنینو سوکسینیک.
- بررسی آنزیم.

## درمان
مانند درمان فاز حاد و مزمن سایر نقائص چرخه اوره است. در فاز حاد، مقدار نگهدارنده تجویز آرژنین داخل وریدی بایستی ۷۰۰ میلی گرم به ازای هر کیلو گرم وزن بیمار باشد. چون آرژنین به صورت هیدروکلراید مصرف می‌شود، لازم است غلظت کلراید و بیکربنات خون بررسی شود و اگر اسیدوز هیپرکلرمیک وجود داشت،
با بیکربنات سدیم درمان گردد. بجز در طی فاز حاد، در بقیه موارد تجویز آرژنین و محدودیت متوسط مصرف پروتئین جهت بیمار کافی می‌باشد.

## درمان قطعی
پیوند کبد است.

## آزمون تشخیص قبل از تولد
بررسی اسید آرژنینو سوکسینیک در مایع
آمنیوتیک یا بررسی فعالیت آنزیم در آمنیوسیتهای کشت شده.